# 小河站
小河站是贵阳轨道交通S1线的地铁车站，位于中华人民共和国贵州省贵阳市花溪区黄河路与长江路交叉口南侧，于2024年12月28日开通。

## 车站结构
小河站沿黄河路呈南北向设置，为地下二层岛式站台车站，车站长210.2米，标准段宽19.9米，车站地下一层为站厅层，地下二层为站台层。
| 地面              | 出入口 | A1、A2、B出入口                                                                                         |
| 地下一层          | 站厅   | 客服中心、自动售票机、验票机                                                                            |
| 地下二层          | 站台   | \| \| \| █ S1线往皂角坝（锦江路） \| \| 島式 · 開左邊车门 \| \| \| \| \| \| █ S1线往望城坡（終點站） \| |
|                   |        | █ S1线往皂角坝（锦江路）                                                                                |
| 島式 · 開左邊车门 |        | |
|                   |        | █ S1线往望城坡（終點站）                                                                                |

## 车站出口
小河站目前开放3个出入口，各出口及周围设施如下所示：
| 编号                | 出入口信息                                                       | 照片 | 无障碍设施 |
| ------------------- | ---------------------------------------------------------------- | ---- | ---------- |
| A · 1 · 出口        | 黄河路，盘江路                                                   |      | 不適用     |
| A · 2 · 出口        | 黄河路                                                           |      | 不適用     |
| B · 出口 · （设有） | 黄河路，长江路，花溪区第一实验学校，首都师范大学附属学校经开校区 |      |            |
| C · 出口 · （设有） | 黄河路，黄河北路，中国人民解放军第九二五医院                     |      |            |
| 图例： 设有         |                                                                  |      |            |

## 接驳交通

### 公交车
- 九二五医院：9路，9路大站快车，41路，42路，43路，50路，204路，242路，327路，610路，688路，花溪8路，经开16路，经开18路，经开1路，经开2路，经开3路，经开5路

## 车站历史
本站建设时期工程名为黄河北路站，开通前正式命名为小河站，站名来自车站所处的小河片区。
- 2023年9月2日，车站主体结构封顶[2]。
- 2024年12月28日，车站随S1线工程通车开通[1]。